# 秋山余思
秋山 余思（あきやま よし、1929年11月7日 - 2006年5月14日）は、日本のイタリア語学者。元東京外国語大学外国語学部教授。元イタリア学会会長。

## 経歴
1929年、ドイツ文学者の秋山六郎兵衛の次男として父の赴任地であった福岡県で生まれた。福岡県中学修猷館を経て、1954年、東京外国語大学イタリア語学科を卒業。1956年京都大学大学院文学研究科修士課程を修了。イタリア政府奨学生としてミラノ大学文哲学部に留学した。
帰国後、1965年に京都大学文学部助手となる。その後、京都外国語大学講師、1972年に東京外国語大学助教授、1975年に同教授に昇進。学界では、1990年から1992年までイタリア学会会長を務めた。1992年3月に東京外国語大学を定年退官した。また、京都大学、大阪大学、大阪外国語大学、東京大学、早稲田大学語学教育研究所、東京音楽大学などで非常勤講師を務めたほか、財団法人日伊協会の常務理事でもあった。

## 受賞・栄典
- イタリア共和国功労勲章コンメンダトーレ

## 著書
- 『入門イタリア語』（白水社、1971年7月）
- 『新版 イタリア基本単語集（新書）』（白水社、1991年5月）

### 翻訳
- ジュゼッペ・ヴェルディ『歌劇「オテロ」』（オペラ対訳選書　日本放送出版協会、1981年6月）
- エドモント・デ・アミーチス『母を尋ねて三千里』（教育同人社、1983年5月）
- ジュゼッペ・トゥッチ『マンダラの理論と実際―特に現代の深層心理学を考慮して』金岡秀友共訳（金花舎、1992年6月)）

### 監修
- 『プリーモ伊和辞典』高田和文、白崎容子、岡田由美子、秋山美津子、マリーサ・ディ・ルッソ、カルラ・フォルミサーノ共編（白水社、2011年4月）

### 論文
- CiNii>秋山余思